# Eric Mayen

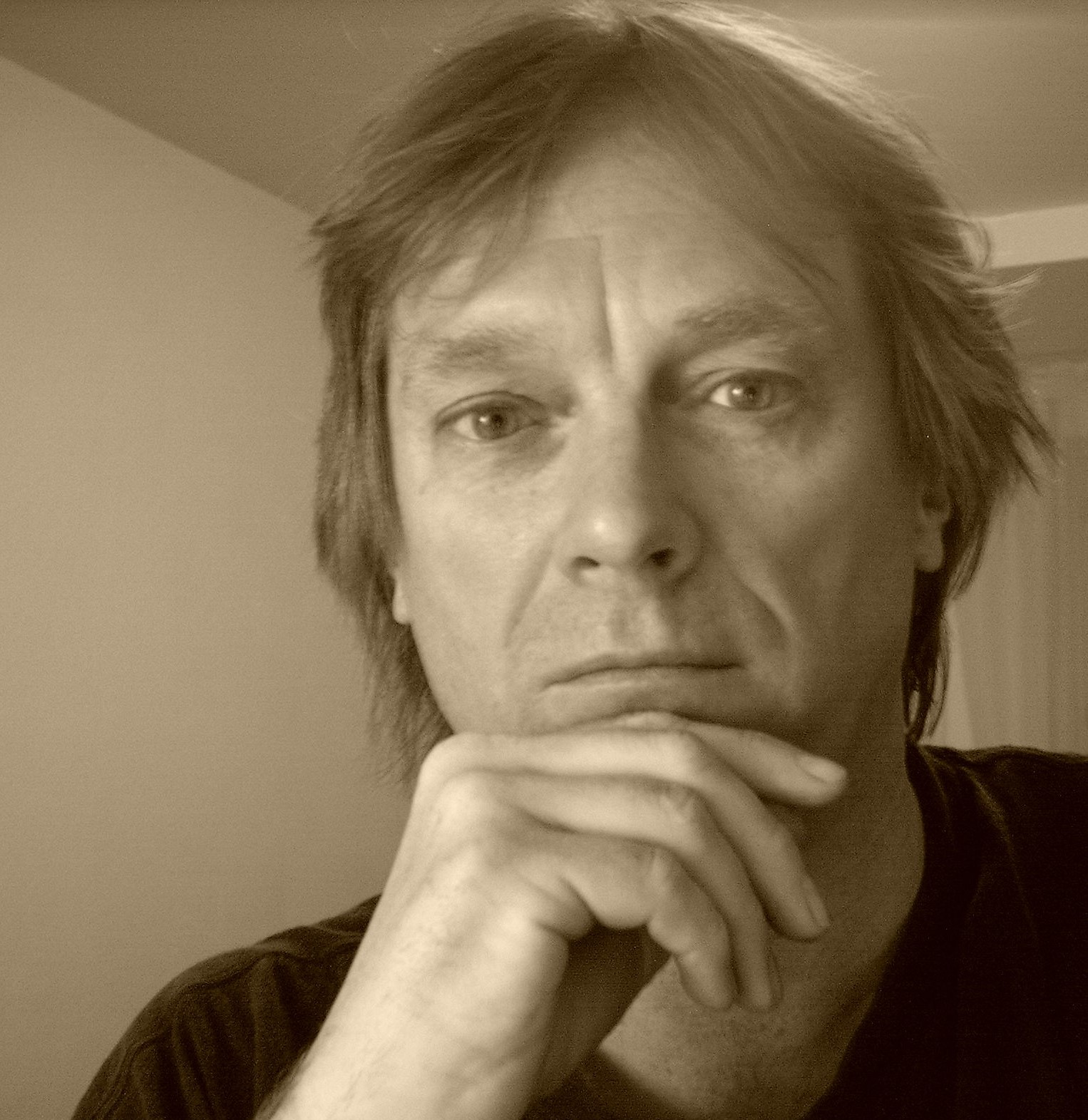
Eric Mayen (2003)

Eric Mayen (* 18. November 1953 in Zielona Góra) ist ein polnischer Maler und Fotograf mit Schwerpunkt Panoramafotografie. 

## Leben
Im Jahr 1978 verließ er das kommunistische Polen und wanderte als politischer Flüchtling nach Deutschland aus. In den Jahren 1983–1988 studierte er Malerei und Grafik an der Akademie der Bildenden Künste in München. Er erhielt das Diplom in der Klasse von Daniel Spoerri. In den Jahren 2011–2015 lehrte er an der Universität Bonn. Mayen lebt und arbeitet in Köln.

## Werk

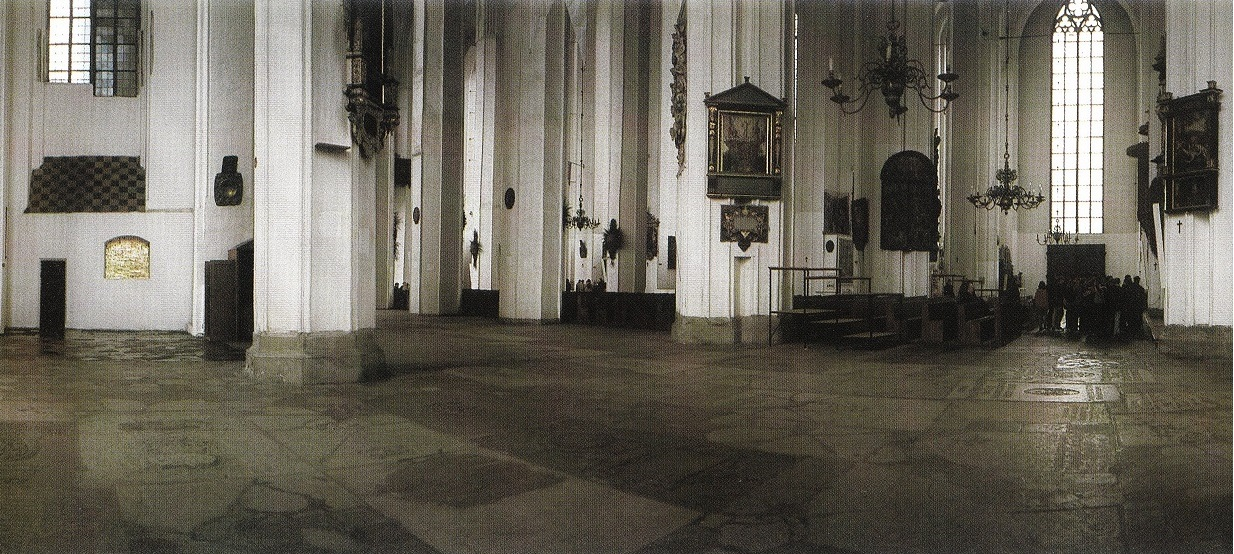
Niger et aurum in der Marienbasilika in Danzig

Eric Mayen nahm an Einzel- und Gruppenausstellungen im In- und Ausland teil. Werke von ihm befinden sich in öffentlichen Sammlungen, unter anderem im  National Collection of England –  Imperial War Museum in London, in der Marienkirche in Danzig, Erzdiözese Köln und in Privatkollektionen, u. a. der Sammlung von Hedwig Neven DuMont in Köln. Er ist Autor der konzeptuellen Arbeit niger et aurum (Schwarz und Gold, 1997) – einer vergoldeten Nische in der Kapelle St. Martin in der Danziger Marienkirche. 2019 wurde die Nische zur Ruhestätte des Danziger Präsidenten Paweł Adamowicz.